# Lahitère
Lahitère is een gemeente in het Franse departement Haute-Garonne (regio Occitanie) en telt 53 inwoners (2009). De plaats maakt deel uit van het arrondissement Muret.

## Geografie
De oppervlakte van Lahitère bedraagt 4,1 km², de bevolkingsdichtheid is dus 12,9 inwoners per km².
De onderstaande kaart toont de ligging van Lahitère met de belangrijkste infrastructuur en aangrenzende gemeenten.

## Demografie
Onderstaande figuur toont het verloop van het inwonertal (bron: INSEE-tellingen).